# Literatura gejowska i lesbijska

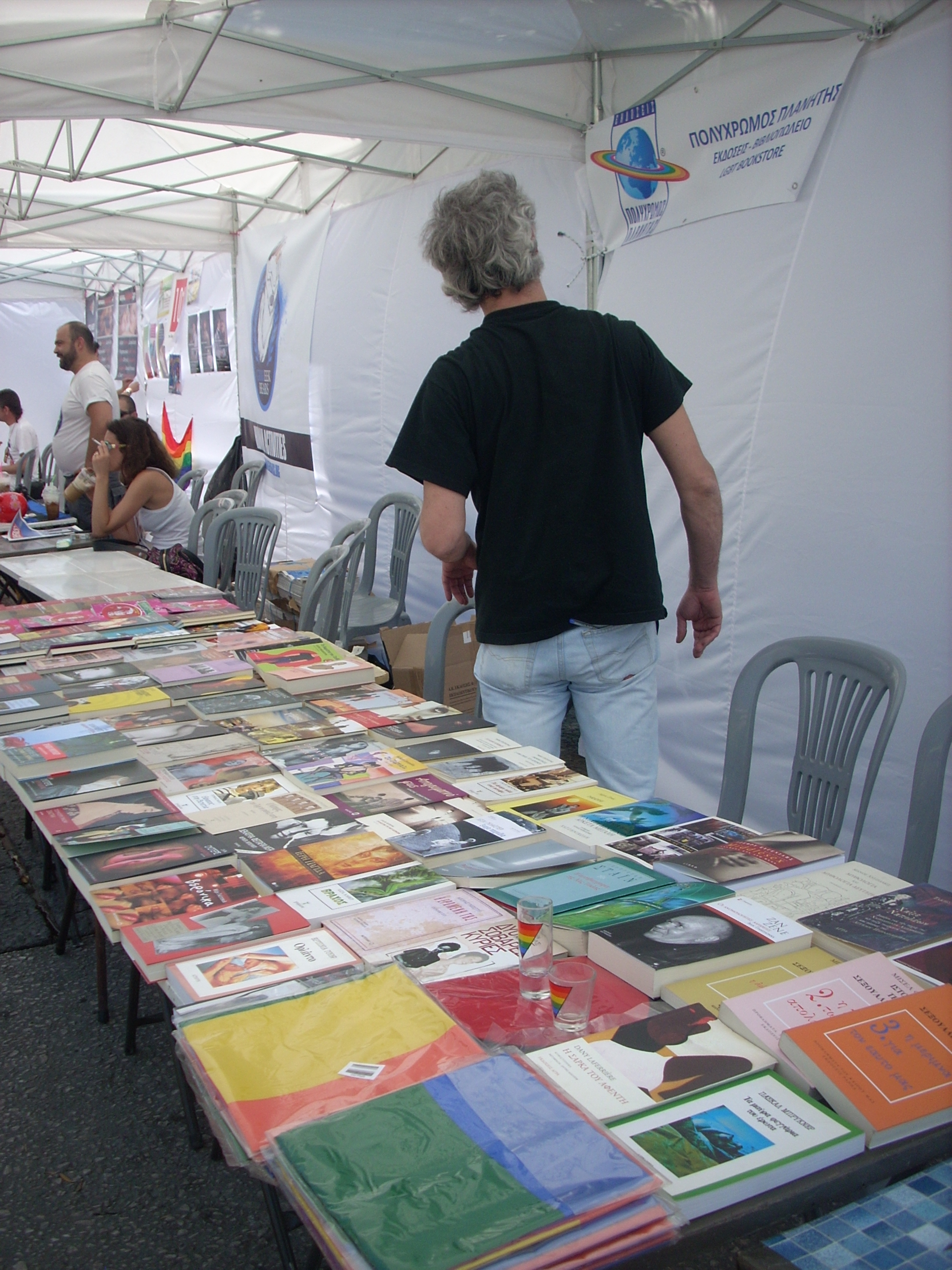
Literatura gejowska na stoisku podczas Athens Pride 2009

Literatura gejowska i lesbijska – gatunek literatury, który przez swą tematykę, stylistykę, nawiązania bądź autorów należących do mniejszości seksualnych, odwołuje się do wątków gejowskich lub lesbijskich.

## Definicja

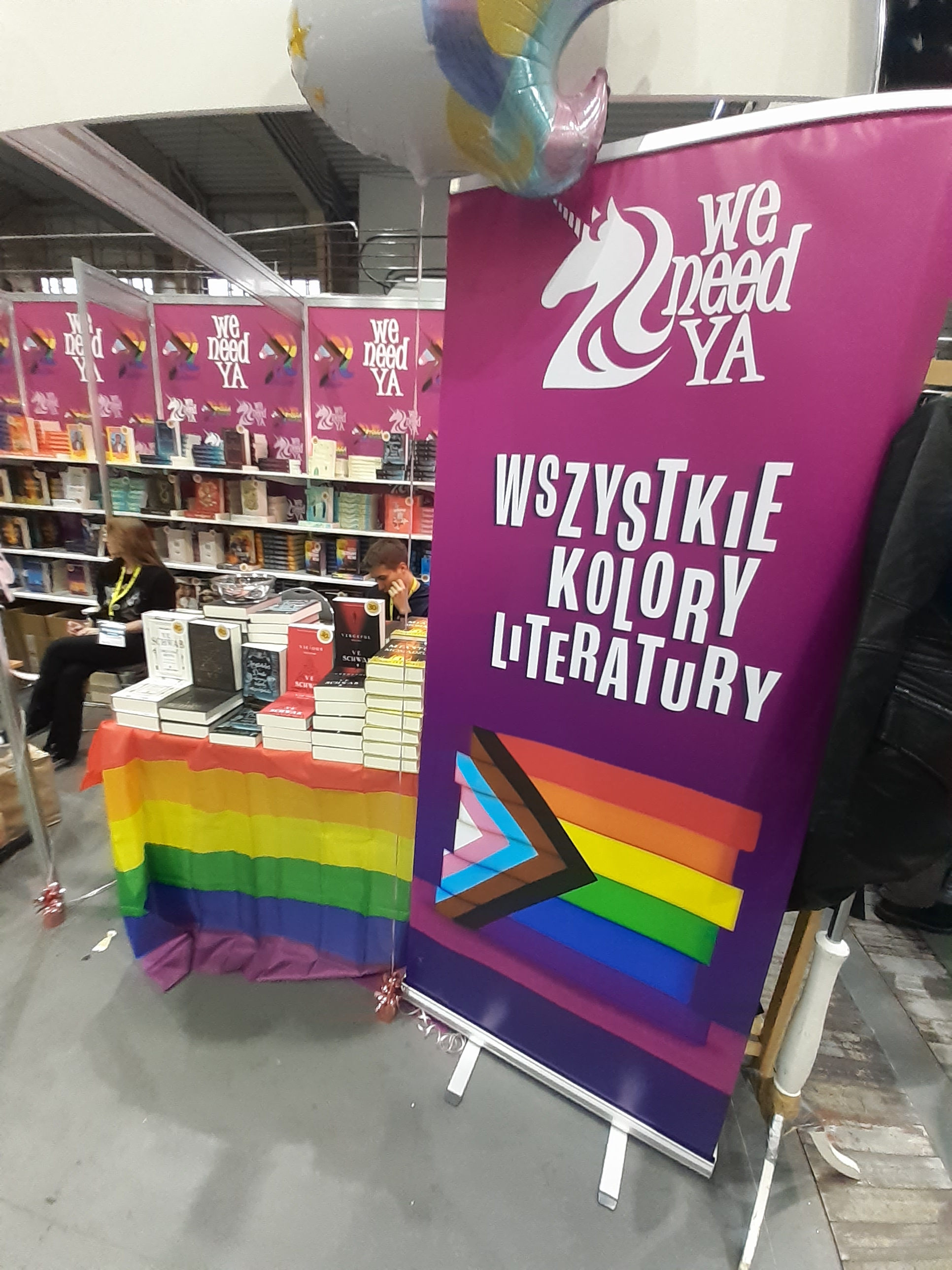
Stoisko Wydawnictwa „We need Ya” na Pyrkonie w Poznaniu (2022).

Definicja literatury gejowskiej jest przedmiotem polemiki – szczególnie z perspektywy badaczy queer theory. Główne dwa wątki znane są już z dylematów definiowania gender – tj. esencjonalizm vs. konstruktywizm. Nie każdy utwór nawiązujący tematyką do wątków gejowskich/lesbijskich należy włączyć w nurt literatury gejowskiej i lesbijskiej. Utwór może przecież, nawiązując ostentacyjnie do danej tematyki, nieść ze sobą przesłanie homofobiczne.
Kontrowersyjne może być również uznanie utworu, który nie zawiera w sobie żadnych bezpośrednich nawiązań, ale jest wyraźnie akceptowany przez społeczność gejowską i lesbijską, za część nurtu literatury gejowskiej/lesbijskiej. W tym kontekście badacze polskiej literatury homoseksualnej m.in. German Ritz, Inga Iwasiów, Błażej Warkocki i Krzysztof Tomasik rozpatrują twórczość takich autorów jak m.in. Juliusz Słowacki, Jerzy Andrzejewski, Maria Pawlikowska-Jasnorzewska, Grzegorz Musiał, Jerzy Zawieyski, czy Andrzej Stasiuk.
Problematykę związaną z literaturą gejowską i lesbijską w Polsce podejmowano na łamach takich czasopism jak „Ha!art” i „Krytyka Polityczna”. Ważnym wydarzeniem dla polskiej literatury gejowskiej/lesbijskiej w Polsce było wydanie w 2004 r. książki Michała Witkowskiego Lubiewo powieści jawnie emancypacyjnej i otwarcie podejmującej jako główny wątek tematykę homoseksualną.

## Geneza terminologii
Jakkolwiek sama tematyka homoerotyczna istniała w literaturze od zarania dziejów literatury, czego przykładem są najstarsze zabytki literackie Sumeru, Judei, Hellady i Rzymu, o tyle poważne badania literackie tego zagadnienia są stosunkowo młode. Wiąże się to nie tyle z brakiem wrażliwości i umiejętności postrzegania tej tematyki przez poprzednie generacje czytelników i badaczy literatury, co z prawem cywilizacji zachodniej ostatnich 1700 lat. Penalizacja homoseksualizmu we wszelkich jego objawach, powodowała unikanie wszelkiej publicznej dyskusji tych tematów, które w konsekwencji stały się tematem tabu. Dopiero późne lata 60. XX wieku przyniosły poważniejsze w tym zakresie opracowania historyczno-literackie. Przełomem było wydanie w 1998 roku Kanonu gejowskiego Roberta Drake’a, który wzorem The Western Canon Harolda Blooma opracował systematyzację autorów i tekstów literackich należących do kategorii literatury gejowskiej. Praca ta stała się później bazą wyjściową dla wielu innych badań tej tematyki historii literatury i literaturoznawstwa. We wstępie do Kanonu... Drake podaje (poprzedzoną dowodem konstrukcyjnym) definicję, czym jest „książka gejowska”:

Książka gejowska jest książką, która adresuje temat miłości homoseksualnej lub książką napisaną przez autora(kę), który(a) własne życie seksualne prowadzi z osobą tej samej płci. Zaczynając od takiej definicji, jest zrozumiałe, że treść nie jest niezbędnym wyznacznikiem, nie jest też nią orientacja seksualna. Książka gejowska może być napisana przez heteroseksualistę i vice versa.

Zgodnie z tytułem, praca Drake’a nie pretendowała do opisu wszystkich tytułów i autorów gejowsko-lesbijskich. Skupił się w nich jedynie na stu najbardziej wpływowych hasłach w literaturze cywilizacji zachodniej. Prace szczegółowe, szersze, podjęte zostały przez wielu innych znawców literatury. Przytoczyć można W międzyczasie, w innej części lasu. Opowiadania gejowskie od Alice Munro do Yukio Mishima czy Miłość w ciemnym czasie i inne rozpatrywania gejowskiego życia i literatury autorstwa irlandzkiego pisarza, Colma Tóibína.

## Polska
Do twórców polskiej literatury gejowskiej zaliczyć można następujących twórców: 
- Izabela Filipiak
- Tadeusz Olszewski („Zatoka ostów”)
- Marian Pankowski („Rudolf”)
- Mikołaj Milcke (seria „Gej w wielkim mieście”, „Różowe Kartoteki”)
- Natalia Osińska („Fanfik”, „Slash”)
- Marcin Szczygielski („Berek”, „Bierki”)
- Ewa Schilling
- Michał Witkowski („Lubiewo”)
- Bartosz Żurawiecki („Ja i 66 moich miłości”)

## Świat
Do klasycznych nurtów i autorów homoseksualnej literatury obcej należą m.in.:

### Schyłek XIX w.
- Estetyzm
- Charles Baudelaire
- Emily Dickinson
- Théophile Gautier
- Henry James
- Walter Pater
- Marcel Proust
- Arthur Rimbaud
- Algernon Swinburne
- Walt Whitman
- Oscar Wilde

### Wiek XX
Literaturę gejowską i lesbijską XX w. dzieli się umownym cenzusem daty zamieszek Stonewall pod koniec czerwca 1969 roku, które stały się początkiem ruchu emancypacyjnego LGBT.
| Przed zamieszkami Stonewall | Po zamieszkach Stonewall |
| --- | --- |
| - Yukio Mishima - Edward Morgan Forster - Jean Cocteau - Marguerite Yourcenar - David Herbert Lawrence - Djuna Barnes - Mary Renault - William Carlos Williams - Christopher Isherwood - Wystan Hugh Auden - William Somerset Maugham - André Gide - Jean Genet (Notre-Dame-des-Fleurs, Pompes funèbres, Querelle de Brest) - Frank O’Hara - Joe Orton - William S. Burroughs - Allen Ginsberg - James Baldwin - Radclyffe Hall - Noël Coward - Avery Hopwood (amerykański dramaturg) - Gertrude Stein i Alice Babette Toklas - Mae West - Colette - Tennessee Williams - Evelyn Waugh - Magnus Hirschfeld - Langston Hughes - Joe Randolph Ackerley - Reinaldo Arenas - Virginia Woolf - Truman Capote - Konstandinos Kawafis | - Edward Albee - Henry Alley - James Robert Baker - Bruce Benderson - Rita Mae Brown (Rubyfruit Jungle) - Douglas Coupland - Leslie Feinberg - Timothy Findley - Bertha Harris - Derek Jarman - Pål Johan Karlsen - Larry Kramer - Tony Kushner - David Leavitt - Gregory Maguire - Armistead Maupin - Terrence McNally - Christopher Rice - Keith Ridgway - Shyam Selvadurai - Randy Shilts - Andrew Tobias (The Best Little Boy in the World) - Colm Tóibín (The Story of the Night) - Michel Tremblay - Andrew Vachss (Choice of Evil, Step on a Crack) - Gore Vidal (The City and the Pillar, Myra Breckinridge, Myron) - Paula Vogel - Alice Walker - Edmund White |